# (6468) Welzenbach
(6468) Welzenbach es un asteroide perteneciente al cinturón de asteroides descubierto el 2 de marzo de 1981 por Schelte John Bus desde el Observatorio de Siding Spring, Nueva Gales del Sur, Australia.

## Designación y nombre
Designado provisionalmente como 1981 ED19. Fue nombrado por Linda C. Welzenbach (nacida en 1966) quien es directora de colecciones en la División de Meteoritos del Instituto Smithsoniano. Desempeña un papel esencial en la comunidad de meteoritos a través de su gestión diaria de la Colección Nacional de Meteoritos, proporcionando material de investigación a los científicos y clasificando los meteoritos antárticos.

## Características orbitales
Welzenbach está situado a una distancia media del Sol de 2,673 ua, pudiendo alejarse hasta 2,874 ua y acercarse hasta 2,472 ua. Su excentricidad es 0,075 y la inclinación orbital 2,310 grados. Emplea 1596,31 días en completar una órbita alrededor del Sol.

## Características físicas
La magnitud absoluta de Welzenbach es 13,29. Tiene 6,735 km de diámetro y su albedo se estima en 0,295. 